# Francenigo
Francenigo (Franzenigo in veneto) è una frazione di 2 473 abitanti del comune di Gaiarine, in provincia di Treviso. La frazione confina a nord con Cavolano, a est con San Giovanni di Livenza (Sacile), a sud-est con Brugnera e a sud con Calderano (comune di Gaiarine).
Dista circa cinque chilometri in direzione nord-est dal capoluogo ed è situata in prossimità dell'ingresso "Sacile ovest" dell'autostrada A28 Conegliano-Portogruaro, al confine con il Friuli-Venezia Giulia.

## Monumenti e luoghi d'interesse

### Architetture religiose

#### Chiesa di San Tiziano

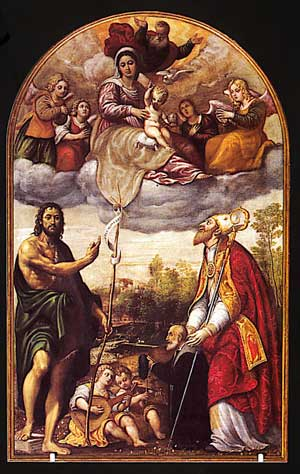
Pomponio Amalteo, Vergine in gloria tra san Giovanni Battista e san Tiziano, Chiesa di San Tiziano.

La chiesa parrocchiale di Francenigo, dedicata a san Tiziano, è del 1547, costruita in luogo di un edificio preesistente. Coeva la torre campanaria.
La chiesa fu ampliata e molto rimaneggiata nella prima metà del Novecento; oggi si mostra con facciata a salienti tripartita, con al centro un grande rosone.
Internamente sono conservate un'importante pala d'altare del 1564 e delle tavole di Pomponio Amalteo.

### Architetture civili

#### Villa Piovesana
Villa Piovesana risale al XVIII secolo ed è una villa veneta schedata dall'Istituto Regionale Ville Venete.
Si compone di un corpo principale, di due piani più sottotetto, aperto da monofore rettangolari e da un grande portale a tutto sesto, e di adiacenze laterali di epoca successiva, più basse e scandite da piccole aperture quadrangolari. Il complesso guarda su un giardino con fontana, pozzo settecentesco e rigogliosa vegetazione.

#### Mulini e setificio
Sul territorio di Francenigo sorgono numerosi mulini, oggi dismessi, che testimoniano una fiorente economia legata all'artigianato ed evolutasi poi, nella seconda metà del XX secolo, in industria.
Degni di nota il Mulino sull'Aralt e il Mulino Tonet; quest'ultimo, mosso dalle acque della Fossa del Cimitero, era sede di attività di officina fabbrile.
Esempio di archeologia industriale è anche la struttura primo-novecentesca del Setificio Piovesana. Esso fu attivo tra 1922 e 1960. Si conservano bene le architetture, su cui svetta la ciminiera, mentre dentro si conservano ancora gran parte dei macchinari originali.

### Aree naturali

#### Corsi d'acqua
Nell'area orientale della frazione, sul confine con la regione Friuli-Venezia Giulia, scorre il fiume Livenza, caratterizzato da anse attorno alle quali cresce una rigogliosa vegetazione tipica.
Inoltre a Francenigo scorre, passando proprio per il centro, il fiume Aralt, corso d'acqua che nasce nel comune di Orsago e sfocia nel (o nella) Livenza un centinaio di metri dopo la chiesa di Francenigo in direzione Brugnera.

## Eventi
Nel 1981 nasce l'A.R.Cu.F (associazione ricreativa culturale Francenigo) che si occupa dell'organizzazione della consueta sagra paesana, le prime due settimane di luglio, e di altre manifestazioni, come per esempio l'Ombra Fest a ottobre. Dal 1995 al 2017 si è svolto (l'ultimo sabato della sagra estiva) il Palio dei Vecchi Mestieri, una vera e propria gara tra le principali vie del paese contraddistinte da vari colori. Esse si sfidavano in 17 giochi, appunto, i vecchi mestieri: fare il pane, battere il ferro, montare una stufa e altri.
Dal 2016 a Francenigo all'inizio della stagione primaverile si svolge Francenigo a Primavera definita dagli ideatori (i componenti della pro loco Primavera) festa pae-sana proprio per le attività che riguardano "tutto ciò che a che fare con la qualità della vita". Oltre a queste la manifestazione offre anche laboratori per bambini, spettacoli ed esibizioni musicali.